# Bailía d’Amont

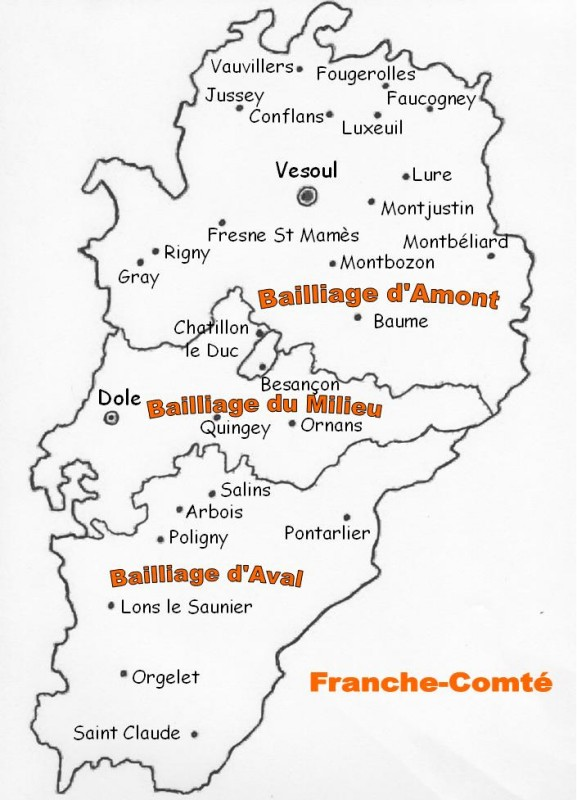
Vogteien (Oberämter) en Franche-Comté antes de la Revolución Francesa

La bailía d'Amont (en francés: Bailliage d'Amont o Bailía Superior) fue desde su Creación por Felipe VI, en el Año 1333, durante el Antiguo Régimen, hasta la Revolución Francesa, una de las tres Bailías del Franco Condado de Borgoña (Franche-Comté)..
Sa capitale était Vesoul.

## Histoire
El Baiiiazgo d'Amont se estableció en 1333 durante la Baja Edad Media. Consistía en tres cámaras que votaron por separado y que cada una estaba compuesta de Plantilla: Número: cámara del clero, cámara de la nobleza y cámara del pueblo.

## Geografía
La bailía d'Amont comprendía el actual Territorio del departamento francés del Alto Saona y una Parte del Departamento adyacente de Doubs. La Sede de la administración de la Bailía era Vesoul.
Además de Bailliage d'Amont en el Franco Condado había el territorio llamado Bailliage du Milieu ( Bailía del Medio, Dole) y el territorio llamado Bailliage d'Aval (Bailía Inferior, Salins).

## Lista de los Gobernadores
- Hugo de Arco, Caballero, Alguacil de 1332 hasta 1336.
- Guy de Vyt, Caballeros y Propietario de Vesoul, el Preboste de 1337 hasta 1342.
- Jean-de-Montaigu, Caballero, Señor de Amange y Ougney, el Preboste de 1343 hasta 1349.
- Hugo de Vercel, Caballero, Alguacil de 1349 hasta 1353.
- Guillermo de Antulley, Caballero, Alguacil de 1353 hasta 1357.
- Juan de Cusance, Caballero, Alguacil de 1357 hasta 1363.
- Juan de Montmartin, Caballero, Vogt, en el Año 1364.
- Juan de Cusance, Caballero, Vogt, en el Año 1365 hasta 1367.
- Huart de Raincheval, Caballero, Alguacil de marzo de 1367 hasta 1369.
- Guillermo de Mont-Saint-Legier, Caballero, Alguacil de julio de 1369 hasta abril de 1371.
- Guillermo de Poitier, Caballero, al mismo tiempo, el Preboste de la Bailliage d'Aval, de junio de 1371 hasta marzo de 1378.
- Guillermo de Belmont, Caballero, Vogt, de la totalidad de la Franche-Comté de 1378 hasta 1382.
- Juan de Ville-sur-Arce, Señor de Thoires, Caballero, Alguacil de 1385 hasta 1392 (al mismo tiempo, el Preboste de la Bailliage d'Aval de 1385 hasta 1389).
- Erard (o Girard) Dufour, Señor de Aisonville y de Colombier-la-Fosse, Caballero, Alguacil de 1393 hasta 1416.
- Guy, Señor de Amanche, Caballero, Alguacil de 1420 hasta 1427.
- Philibert de Vaudrey, Señor de Mont, Vogt, en el Año 1429.
- Juan, Señor de Rupt, el Preboste de 1453 hasta 1467.
- Antoine, Señor de Ray y de Courcelles, el Preboste de 1468 hasta 1470.
- Olivier de La Marche, Alguacil de 1474 hasta 1477.
- Arturo de Vaudrey, Vogt, en el Año 1481.
- Juan de Andelot, el Preboste de 1483 hasta 1486.
- Claude Carondelet, Caballero, Señor de Salce-sur-Sambre, el Preboste de 1494 hasta 1510.
- Claude de la Baume, Señor de Mont-Saint-Sorlin, Vogt, en el Año 1518.
- François de la Baume, el marqués de Mont-Revel, Vogt, en el Año 1544.
- Dom Fernande de Lannoy, Duque de Boyans, Conde de La Roche, el Gobernador de Gray, el Preboste de 1568 hasta 1579.
- François de Achey, Señor de Thouraise, Gobernador de Dole, Vogt, en el Año 1584.
- Heyrosme de Achey, Señor de Thouraise, Gobernador de Gray, el Preboste de 1585 hasta 1614.
- Charles-Emmanuel de Gorrevod, Príncipe, Duque de Pont-de-Vaux, Marqués de Marnay, Gobernador del Ducado de Luxemburgo, Vogt, en el Año 1616.
- Claude de Bauffremont, Gobernador de la Franche-Comté, el Barón de Scey-sur-Saône y Clervaux, Marqués de Meximieux, Barón de Marigny, Vogt, en el Año 1600.
- Señor de Vatteville, Marqués de Confians, el Preboste de 1668 hasta 1674.
- François de Nyert, Caballero, Primer Chambelán de Luis XIV, el Gobernador de Limoges, el Preboste de 1674 hasta 1715.
- Señor de Baubertans, el Preboste de 1743 hasta 1771.
- El conde de Esternoz, Mariscal de campo, el Preboste de 1772 hasta 1786.